# Lenne (Niedersachsen)
Lenne er en kommune i den østlige del af Landkreis Holzminden i den tyske delstat Niedersachsen, med 675 indbyggere (2012), og er en del af amtet Eschershausen-Stadtoldendorf.

## Geografi
Lenne ligger mellem mittelgebirgene Ith og Vogler ved floden Lenne.